# Kuru
Kuru é uma doença neurodegenerativa rara, incurável e letal que anteriormente era comum entre o povo Fore da Papua-Nova Guiné. Kuru é uma forma de encefalopatia espongiforme transmissível (EET) causada pela transmissão de príons, o que leva a sintomas como tremores e perda de coordenação devido à neurodegeneração.
O termo "kuru" deriva da palavra em fore kuria ou guria ("tremer"), devido aos tremores corporais que são um sintoma clássico da doença. Kúru em si significa "tremor". Também é conhecido como "doença do riso" devido aos surtos patológicos de riso, que são um sintoma da doença. Agora é amplamente aceito que o kuru era transmitido entre os membros da tribo Fore da Papua-Nova Guiné por meio do canibalismo fúnebre. Membros falecidos da família eram tradicionalmente cozidos e comidos, o que se pensava que ajudava a libertar o espírito dos mortos. Mulheres e crianças costumavam consumir o cérebro, o órgão onde os príons infecciosos estavam mais concentrados, permitindo assim a transmissão do kuru. Portanto, a doença era mais prevalente entre mulheres e crianças.
A epidemia provavelmente começou quando um morador desenvolveu a doença de Creutzfeldt-Jakob esporádica e morreu. Quando os moradores comeram o cérebro, contraíram a doença e depois a transmitiram para outros moradores que comeram seus cérebros infectados.
Embora o povo Fore tenha parado de consumir carne humana no início dos anos 1960, quando se especulou pela primeira vez que a transmissão ocorria por meio do endocanibalismo, a doença persistiu devido ao longo período de incubação do kuru, que varia de 10 a mais de 50 anos. A epidemia finalmente diminuiu drasticamente após meio século, de 200 mortes por ano em 1957 para nenhuma morte a partir de cerca de 2010, havendo discordância entre as fontes sobre se a última vítima conhecida de kuru morreu em 2005 ou 2009.